# Auditorium Emidio Neroni
L'auditorium Emidio Neroni di Ascoli Piceno si trova in rua del Cassero, nel centro storico della città marchigiana.

## Storia
L'ex Cassa di Risparmio di Ascoli Piceno realizzò l'auditorium acquistando le due chiese di San Francesco di Paola e di San Giovanni ad Templum, rispettivamente nel 1991 e nel 1989. Dopo un accurato restauro, i due luoghi di culto furono aggregati e il complesso fu inaugurato nel 1992. Viene usufruito principalmente per accogliere mostre d'arte, concerti, convegni, conferenze ed altre manifestazioni culturali.
Le chiese hanno storicamente due percorsi diversi. La chiesa di San Francesco di Paola in stile neoclassico fu realizzata nel 1848 dal Vescovo Gregorio Zelli, fondatore della congregazione dei Cordigeri, devoti al santo calabrese Francesco di Paola. Da qui il nome dello stesso Santo consacrato nel 1850. La chiesa di San Giovanni ad Templum è storicamente uno degli edifici sacri più importanti di Ascoli Piceno. Fu costruita dai Templari verso il XII-XIII. Più volte restaurata nel corso del cinquecento venne ricostruita quasi del tutto nel 1639, quando vi si introdusse il culto di San Francesco di Paola.

## Architettura
La facciata di stile neoclassico si presenta con un pronao a sei colonne di ordine ionico eretta sotto disegno dell'architetto Tommaso Giusti di Viterbo e successivamente parzialmente modificata dall'architetto ascolano Ignazio Cantalamessa.
All'interno, le due chiese aggregate compongono l'auditorium con una sala convegni capace di ospitare 250 posti a sedere e un foyer al centro impreziosito da un soffitto a cassettoni.